# Луи I дьо Бурбон-Вандом
Луи I дьо Бурбон-Вандом (на френски: Louis Ier de Bourbon-Vendôme; * 1375/1376, †  21 декември 1446) e 1-ви граф на Вандом (1393 – 1446), Велик камерхер на Франция от 1408 година, Главен разпоредител на френския двор (1413 – 1415 и 1425 – 1446), титулярен граф на Шартър от 1425 г., френски военачалник, генерал-лейтенант на Шампан, Бри и Пикардия (1413 – 1415), генерал-лейтенант на Шартър, Бос и Вандомоа. Той е родоначалник на клона Бурбон-Вандом.

## Произход
Той е втори син на Жан I дьо Бурбон-Ла Марш (* 1344, † 1393), граф на Ла Марш (1362 – 1393), jure uxoris граф на Вандом (като Жан VII) и Кастър (като Жан II) (1372 – 1393), пер на Франция от 1371 г. и френски военачалник от времето на Стогодишната война., и на съпругата му Катерина дьо Вандом (* ок. 1350, † 1412), от 1372 г. графиня на Вандом и на Кастър, дъщеря на Жан VI, граф на Вандом и на Кастър, и на Жана дьо Понтие. 
Има двама братя и три сестри:
- Жак II  (* ок. 1369/1370, † 1438), граф на Ла Марш от 1393 г., граф на Кастър от 1403 г., крал на Неапол от брака си с Джована II
- Жан (* 1378, † 1458), господар на Каранси и Савини, съпруг на Жана дьо Вандомоа. Родоначаник на кадетската линия Бурбон-Каранси.
- Анна (* ок. 1380, † 1408), графиня на Монпансие като съпруга на Жан дьо Бери, и херцогиня на Бавария-Инголщат като съпруга на Лудвиг VII Баварски.
- Мария (* 1387, † 1465)
- Шарлота (* 1392, † 1422), кралица на Кипър като съпруга на Янус дьо Лузинян.

## Биография
След смъртта на баща му Жан през в 1393 г. неговите владения са разделени. Графство Ла Марш е наследено от неговия по-голям син Жак II, който от наследството на майка си също наследява и Кастър. Луи получава Графство Вандом, до този момент намиращо се под управлението на майка му Екатерина дьо Вандом. От 1393 г. той помага на майка си в управлението на графството, а от 1403 г. тя напълно му предава Вандом. От 1406 г. Луи купува Господарство Мондубльо във Вандомоа, която някога са владели неговите предци по майчина линия.
В края на 1390-те г. Луис участва в свалянето на английския крал Ричард II, подкрепяйки Хенри, граф на Дерби, който в крайна сметка става крал на Англия през 1399 г. под името Хенри IV. 
Връщайки се във Франция, Луи се оказва сред привържениците на херцог Луи Орлеански. Ето защо, по време на конфликта между привържениците на херцога на Орлеан и херцога на Бургундия Жан Безстрашни, спорейки за регентството при лудия крал Шарл VI, Луи взима страната на Орлеанската партия. След убийството на Орлеанския херцог през 1407 г. Луи Вандомски за известно време е пленен от Жан Безстрашни. Въпреки факта, че той е бил привърженик на Орлеанската партия, която се оглавява от граф Бернар VII д'Арманяк, който поема попечителството над синовете на убития херцог, Жан Безстрашни, който става регент на 17 април 1408 г., прави Луи Вандомски велики шамбелан на Франция.
През юли 1422 г. бургундците атакуват Вандом, карайки Луи отново да бъде пленен за известно време. Той е освободен в резултат на Договора от Оксер.
След като Арманяките нападат Бургундците през 1413 г., Луи през ноември същата година е назначен за главен разпоредител на френския двор, както и за генерал-лейтенант на Шампан, Бри и Пикардия. През този период той многократно изпълнява различни дипломатически мисии. Затова той отива като посланик в Англия, за да убеди крал Хенри V да не подновява Стогодишната война, но не успява.
След като британците дебаркират във Франция през 1415 г., Луи, подобно на много други представители на френското благородство, участва в победоносната за британците битка при Аженкур на 24 октомври 1415 г. Много френски рицари загиват в битката, а Луи, подобно на своя роднина херцог Жан I дьо Бурбон, е пленен от британците. Той е заловен от сър Джон Корнуол. Луи е отведен в Лондон, където е предаден на крал Хенри V, който го затваря в Тауър. За освобождаването му кралят поисква огромна сума от 100 000 екю, с която Луис не разполага. Той е освободен през 1422 г., когато успява да плати 54 000 екю.
Връщайки се във Франция, Луи започва да подкрепя дофина Шарл, като се противопоставя на условията на Договора в Троа, според който крал Хенри V е обявен за наследник на Шарл VI от Франция. Хенри V и Шарл VI умират през 1422 г., а Хенри VI – малкият син на Хенри V и на френската принцеса Катерина е обявен за крал на Англия и Франция. Братът на Хенри V, Джон от Ланкастър, 1-ви херцог на Бедфорд, става регент.
Дофинът Шарл, който също се обявява за крал на Франция под името Шарл VII, се опитва да се бие срещу британците. На 31 юли 1423 г. Луи от Вандом участва във френско-шотландската армия на Шарл в битката при Краван, но битката е спечелена от англо-бургундската армия. В същото време Луи отново е заловен. След това херцогът на Бедфорд обявява отстраняването на Луи от Графство Вандом, където назначава Робърт Уилоуби, 6-ти барон Уилоуби от Ересби за нов граф. Това назначение е потвърдено на 20 септември 1424 г. с кралска грамота, а на 25 май 1427 г. това назначение е потвърдено.
Луи остава в нов плен до 1425 г., когато успява да избяга. В чест на освобождението Луи по-късно всяка година се провежда специален празник, по време на който се обявява за помилване един затворник. Пристигайки при Шарл VII, Луи получава от него титлата „Граф на Шартър“. Тази титла обаче никога не е потвърдена. В допълнение, Шарл отново предоставя на Луи позицията на Главен разпоредител на френския двор.
През 1428 – 1429 г. Луи е в състава на армията на Жана д'Арк и участва в обсадата на Орлеан. След освобождението на Орлеан през май 1429 г. Луи през 1429 г. командва един от отрядите на французите в битките при Жаржо (11 – 12 юни), Менге (15 юни), Божанси (16 юни) и Пате (18 юни).
На 17 юли 1429 г. участва в коронацията на Шарл VII в Реймс, където е един от шестте светски пера на Франция. При това Луи по време на церемонията изпълнява задълженията на херцог на Гиен – титла, която принадлежи на краля на Англия. След коронацията Луи получава под свое командване армиите на Ил дьо Франс и Шампан. През септември 1429 г. той участва в неудачната обсада на Париж. А през май 1430 г. армията под негово командване е разбита при Соасон. След това Луи разпуска армията, в резултат на това Жана д’Арк остава без помощ при Компиен с неголям отряд, където и попада в плен.
През октомври 1430 г. Луи, като част от армията на Пиер II дьо Брезе, се връща в Компиен, където успява да победи британците и да вдигне обсадата от града. В резултат на това много британци са заловени, включително командирът Томас Кириел. Въпреки това обсадата на Арас, където Жана д'Арк е държана в плен, е неуспешна.
През 1435 г. Луи е един от свидетелите на сключването на Договора от Арас, според който херцогът на Бургундия преминава на страната на Шарл VII.
През 1438 г. Луи е посредникът, който договаря брака между Екатерина, дъщеря на Шарл VII, и наследника на херцога на Бургундия, Шарл Дръзки, граф на Шароле.
През 1440 г. Луи приема участие във въстанието против реформите на краля в армията. Въстанието е потушено през юли същата година, но Луи е помилван от краля.
През 1444 г. в Троа между Франция и Англия е сключено примирие. През 1446 г. Луи е изпратен в Англия, за да способства за продължаване на премирието. При връщането си от Англия той умира в Тур на 21 декември 1446 г. Тялото муе погребено в манастирската църква „Сен Жорж“ във Вандом. Сърцето му е запазено в капела „Вандом“ на Нотър Дам дьо Шартър, за чието строителство той е съдействал. Луи е наследен от единствения си син Жан.

## Брак и потомство
Жени се два пъти:
∞ 1. за Бланш дьо Руси († 22 август 1421), дъщеря на Хюг, граф на Руси, и на Бланш дьо Куси, от която няма деца.
∞ 2. 24 август 1424 в Рен за Жана дьо Лавал († 18 декември 1468), от която има две дъщери и един син:
- Екатерина дьо Бурбон-Вандом (*1425, † млада)
- Габриела дьо Бурбон-Вандом (* 1426, † млада)
- Жан VIII дьо Бурбон-Вандом (* ок. 1428, † 6 януари 1477), 2-ри граф на Вандом, господар на Мондубло, на Епернон и на Ремаланд (1446)

Има един извъбрачен син от връзка със Сибила Бостам:
- Жан дьо Бурбон-Вандом (* ок. 1440, † сл. 1496), господар на Пре, на Восе и на Бонвал, губернатор на Вандом през 1489 г., легитимиран през май 1446 г. и на 2 февруари 1469 г.